# Lokalize

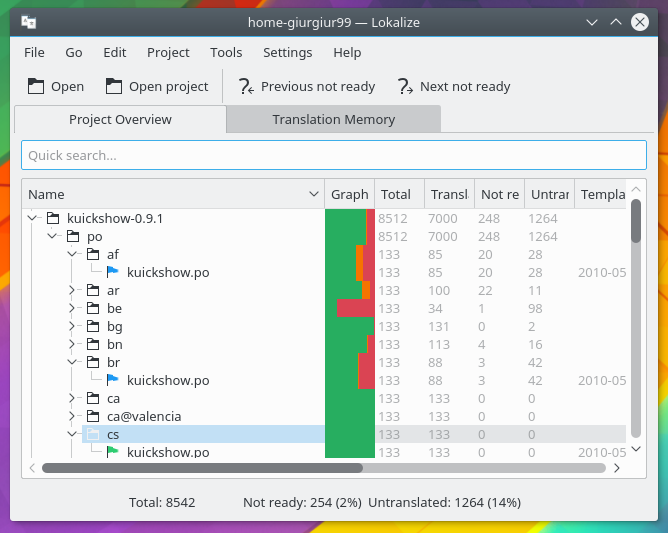
Lokalize mit einer geöffneten PO Datei

Lokalize ist ein grafisches Tool für KDE zur Bearbeitung und Verwaltung von gettext PO Dateien.
Es hilft bei Übersetzungen von Dokumentationen und GUIs. Im Detail verfügt Lokalize über eine integrierte Rechtschreibprüfung und ein Glossar. Es verwendet Übersetzungsspeicher und automatisiert das Übernehmen von Übersetzungen in ähnliche Übersetzungsdateien, so dass Übersetzungen verschiedener Versionen einer Software gleichzeitig angepasst werden können. Zusätzlich bietet es einen Katalogmanager, der das Arbeiten mit einem CVS erleichtert.